# Авторитет (фильм, 2008)
«Авторитет» (англ. Animal 2) — американский боевик 2008 года режиссёра Райана Комбса. Слоган фильма — «Один против беспредела».

## Сюжет
Главный герой, Джеймс Аллен по кличке «Зверь» (Винг Реймс), отбывает в тюрьме пожизненный срок за преступление, которое он якобы не совершал. Свою кличку он получил за чрезмерную жестокость. Другой сиделец, Касада (Конрад Данн), устраивает в тюрьме подпольные бои. Чтобы заставить участвовать в них «Зверя», Касада подставляет его сына и тот получает обвинения в убийстве. «Зверь» принимает участие в драках, но лишь для того, чтобы убить обидчика.

## В ролях
- Винг Рэймс — Джеймс «Зверь» Аллен
- Дебора Валенте — Кейт
- Конрад Данн — Касада
- Ричард Во — начальник тюрьмы Земер
- Янник Биссон — Диллен
- К.К. Коллинз — Джеймс-младший
- Мервин Мондесер — заключённый со шрамом
- Майк Допуд — заключённый
- Джонатан Черри — парамедик

## Съёмки
Большая часть съёмок прошла в городе Гвелф, в Канаде.

## Выпуск
Фильм вышел 8 января 2008. Релиз на DVD состоялся 26 февраля 2009.